# Roelof Benjamin van den Bosch
Roelof Benjamin van den Bosch (Rotterdam, 31 oktober 1810 - Goes, 28 januari 1862) was een Nederlands botanicus. Hij is vooral bekend voor zijn werk rond Indonesische mossen en varens.

## Achtergrond
Van den Bosch werd geboren binnen het gezin Gualtherus Jacob van den Bosch, directeur van landbouwbedrijf "De Wilhelminapolder" en Margaretha Sara van der Meulen. Broer Iman Gualtherus Jacob van den Bosch was enige tijd burgemeester van Kattendijke. Hij was getrouwd met Martina Geertruid Lenshoek, dochter van een grondeigenaar. Zoon Hendrik Gualtherus Jacob van den Bosch werd ook weer arts.

## Levensloop
Van den Bosch was student in de geneeskunde te Leiden van 1828 tot 1837, toen hij promoveerde met een dissertatie over de invloed van muziek op de geneeskunde. Hij vestigde zich als arts in Goes, maar werd ook zeer gevraagd omwille van zijn botanische kennis.
Bij het overlijden van Molkenboer in 1854 en zijn collega Dozy in 1856 werd hij aangesteld om de mossencollectie van het toenmalige Rijksherbarium (nu Naturalis Biodiversity Center) verder te onderzoeken en te beschrijven. Samen met van der Sande Lacoste legde hij het resultaat daarvan vast in de Bryologia javanica, zijn bekendste en grootste werk. Daarin worden naast de reeds bekende soorten ook meer dan driehonderd nieuwe mossoorten beschreven.
Van den Bosch was ook een van de oprichters van de Koninklijke Nederlandse Botanische Vereniging in 1845. Hij was ook enige tijd gemeenteraadslid in Goes. In zijn vrije tijd was hij mede-oprichter en bestuurder van de Vereniging voor Zeeuwse Muziekfeesten, die liepen van 1852 tot 1869. Hij trad daarbij zelf meermalen op als dirigent. Goes kende tot 1969 een R.B. van den Boschstraat; de straatnaam werd toen gewijzigd in Ramusstraat.

## Eponiemen
Het geslacht Vandenboschia van de vliesvarenfamilie (Hymenophyllaceae) is door Copeland naar van den Bosch vernoemd, net als de vliesvaren Trichomanes boschianum door Jacob W. Sturm.